# (606) Brangäne
(606) Brangäne ist ein Asteroid des Hauptgürtels, der am 18. September 1906 vom deutschen Astronomen August Kopff an der Landessternwarte Heidelberg-Königstuhl (IAU-Code 024) entdeckt wurde.
Der Asteroid ist Namensgeber der Brangäne-Familie.
Er wurde nach einer Figur aus der Oper Tristan und Isolde von Richard Wagner benannt.